# Pseudosparianthis ambigua
Pseudosparianthis ambigua is een spinnensoort in de taxonomische indeling van de jachtkrabspinnen (Sparassidae).
Het dier behoort tot het geslacht Pseudosparianthis. De wetenschappelijke naam van de soort werd voor het eerst geldig gepubliceerd in 1938 door Lodovico di Caporiacco.